# Angamuco
Angamuco ist eine große städtische Siedlung der  Purépecha-Zivilisation im Becken des Pátzcuaro-See im Bundesstaat Michoacán, Mexiko. Die Ruinen sind heute unter der Vegetation verborgen und wurden 2007 entdeckt.

## Entdeckung
Im Jahr 2007 entdeckte der Archäologe Christopher Fisher, Professor für Anthropologie an der Colorado State University, die Stadt und kartierte sie 2012 mithilfe der LiDAR-Technologie. Dabei wurden mehr als 40.000 Fundamente erfasst. Dies entspricht in etwa der Anzahl von Manhattan auf einer Fläche von etwa 25 Quadratkilometern (weniger als die Hälfte der 59 Quadratkilometer von Manhattan).
Der Name wurde einer Karte entnommen, die der Franziskaner-Mönch Pablo Beaumont auf dem Gebiet der Purépecha erstellt hatte.

## Aufbau
Bei der Analyse der architektonischen Daten fand Fisher 60 charakteristische, standardisierte und wiederkehrende architektonische Formen auf dem gesamten Gelände, darunter Bürger- und Elitengebäude, Altäre, Pyramiden, Lagerräume, Ballspielplätze und ein hierarchisches Straßensystem. Die häufigsten Bautypen lassen sich als Wohnräume für Bürger und Eliten beschreiben, darunter kleine Plattformen für Häuser sowie rechteckige und runde Räume mit Mauern. Die zweithäufigsten Formen sind Strukturen für öffentliche oder rituelle Aktivitäten, wie Pyramiden, Plätze und ein Ballspielplatz. Ein kleiner Teil sind Strukturen, die mit landwirtschaftlichen Aktivitäten in Verbindung stehen, wie Plateaus oder Terrassen. Das vielfältige Spektrum an Strukturen in Angamuco lässt auf eine große, aktive und organisierte Bevölkerung schließen, die in eine ausgedehnte, vom Menschen veränderte Landschaft eingebettet war.

## Geschichte
Fisher geht davon aus, dass die Siedlung um 900 n. Chr. gegründet wurde und zwischen 1000 und 1350 n. Chr. mit über 100.000 Einwohnern ihren Höhepunkt erreichte. Damit wäre sie zu dieser Zeit die bevölkerungsreichste Stadt Westmexikos gewesen. Sie erstreckte sich über ein größeres Gebiet als die Purépecha-Hauptstadt Tzintzuntzan.